# Чернигов (аэродром)
Авиабаза «Чернигов» (укр. Авіабаза Чернігів) или Аэродром «Певцы» (укр. Аеродром Півці) — авиабаза в Украине, расположенная в 5 километрах к северу от центра города Чернигова (микрорайон Певцы).

## История
В советские годы имел статус военно-гражданского аэродрома первого класса, пригодного для приёма любых летательных аппаратов при любых метеоусловиях. Отсюда выполнялись пассажирские рейсы по УССР на самолётах Ан-2. На «кукурузниках» также тренировались летать курсанты ЧВВАУЛ, а военные использовали самолёты Л-39. Полёты проходили каждый день, раз в неделю проводились тренировки парашютистов.
Для связи со своим командным пунктом войск ПВО службами аэродрома использовался позывной «Апельсин». Здесь базировались три радиолокационные группы: дальняя — ведущая обзор воздушного пространства в радиусе 350—400 км, ближняя — от 0 до 100 км, а также радиолокационная система посадки. Каждая из этих служб имела до 4 радиолокационных станций (РЛС) кругового обзора и 2-3 радиолокационных высотомеров.
Аэродром использовался для приёма самолётов Ан-12, Ан-26, Ан-22, Ил-76, а также Ан-124 «Руслан». Несколько раз здесь садился и такой гигант, как Ан-225 «Мрия».
После распада СССР, при независимой Украине, на территории аэродрома осталась только тренировочная авиабаза. По состоянию на 1992 год на аэродроме базировался 701-й авиационный учебный полк, использовавший самолёты Л-39.
Во время аварии на Чернобыльской АЭС
В 4 часа утра 26 апреля 1986 года на место аварии прибыла передовая команда 1-й Гвардейской армии. На общем совете между руководством станции и военными была признана нецелесообразность дальнейшего тушения аварийного реактора с земли. Было принято решение засыпать жерло реактора смесью свинца и доломитов для уменьшения выбросов радиации в атмосферу. С аэродрома в Певцах подняли на выполнение задания единственный свободный в то время вертолёт 1-го учебного авиаполка ЧВВАУЛ Ми-8 с бортовым номером 20 (экипаж: капитан А. Захаров, старший лейтенант М. Шиманский, капитан М. Плоский). На дощатую платформу, подвешенную к вертолёту, загрузили мешки с доломитовым песком, свинцом и боросодержащими материалами. Также на борт взяли четырёх солдат для обслуживания платформы. Было осуществлено по меньшей мере три вылета к аварийному реактору.
27 апреля на аэродром прибыли две вертолётные эскадрильи из Кировограда и Александрии (вертолёты Ми-6, Ми-8МТ) в составе 32 вертолётов. 28 апреля прибыла помощь из Кобрина (Беларусь) — две эскадрильи Ми-26. На все машины здесь монтировали платформы для песка. Новоприбывший личный состав расквартировывали непосредственно в Певцах.
Во время ликвидации аварии на ЧАЭС на аэродроме в Певцах проводили дезактивацию и санобработку вертолётной техники и личного состава экипажей, участвовавших в тушении аварийного реактора. На пункте санитарной обработки, развёрнутом при аэродроме, с 27 апреля по 6 мая 1986 года круглосуточно проходили обработку 50-60 вертолётов, 10-12 самолётов и 350—400 членов экипажей. Вертолёты, прилетавшие из зоны аварии, тянули за собой шлейф радиационной пыли, оседавшей в окрестностях аэродрома (в ближайшей роще фон достигал 200 мР/ч), где сразу желтела трава. У некоторых вертолётов, вернувшихся из рейса к ЧАЭС, в двигателях обнаруживался радиоактивный фон в 45 Р/ч. Уже 30 апреля первая группа работников аэродрома и членов экипажей из 38 человек была отправлена в московский госпиталь, 1 мая отправили ещё 23 военнослужащих. Когда возникла угроза распространения радиационного загрязнения на село Певцы и окрестности Чернигова, было принято решение перенести пункт санитарной обработки на аэродром с. Малейки.

## Закрытие
Авиабаза была расформирована в сентябре 2004 года. На территории части оставили радиолокационную установку. В 2006 году планировалось установление радиолокационной станции метрового и сантиметрового диапазона, одного радиовысотомера.
К 2014 году авиабаза была практически полностью разрушена, на взлётных полосах начали расти деревья, терминалы полностью разрушены.

## Возобновление работы
В связи с Крымским кризисом и вооружённым конфликтом на востоке Украины встал вопрос о возобновлении работы авиабазы. Планировалась эксплуатация самолётов АН-70. В 2018 году обсуждалось создание на базе аэродрома гражданского аэропорта.
На декабрь 2021 года на аэродроме летают Let L-410, проводятся прыжки с парашютов.